# Laura Main
Laura Main (Aberdeen, Escocia, 8 de marzo de 1981) es una actriz británica de televisión y de teatro. Es conocida por interpretar a la hermana Bernadette en la serie Call the Midwife.

## Biografía
Nació el 8 de marzo de 1981 en Aberdeen. Comenzó a actuar desde niña en producciones locales de 'The Sound of Music' y 'Annie'. Leyó historia en la Universidad de Aberdeen, donde formó parte de un grupo de teatro llamado Treading the Boards, y al graduarse llegó a Londres para estudiar actuación en la Webber Douglas Academy. Se ha presentado en el escenario con la Royal Shakespeare Company y, después de una serie de pequeños papeles en series de televisión, en 2011 se convirtió en un miembro original del reparto del popular programa Call the Midwife.

## Filmografía

### Series de televisión
| Año         | Serie            | Personaje                           | Notas                   |
| ----------- | ---------------- | ----------------------------------- | ----------------------- |
| 2012 - 2017 | Call the Midwife | Shelagh Turner / Hermana Bernadette | 51 episodios            |
| 2014        | The Mill         | Rebecca Howlett                     | 6 episodios - miniserie |